# 极分解
在数学中，特别是线性代数和泛函分析裡，一个矩阵或线性算子的极分解是一种类似于复数之极坐标分解的分解方法。一个复数 z 可以用它的模长和辐角表示为：
{\displaystyle z=re^{i\theta }\,}
其中 r 是 z 的模长（因此是一个正实数），而 {\displaystyle \theta } 则为 z 的辐角。

## 矩阵的极分解
一个复系数矩阵 A 的极分解将其分解成两个矩阵的乘积，可以表示为：
{\displaystyle A=UP\,}
其中 U 是一个酉矩阵，P 是一个半正定的埃尔米特矩阵。这样的分解对任意的矩阵 A 都存在。当 A 是可逆矩阵时，分解是唯一的，并且 P 必然为正定矩阵。注意到：
{\displaystyle \det A=\det P\,\det U=re^{i\theta }}
可以看出极分解与复数的极坐标分解的相似之处：P 对应着模长（{\displaystyle |\det A|=\det P}），而 U 则对应着辐角部分 {\displaystyle \theta }（{\displaystyle \det U=e^{i\theta }}）。

矩阵 P 可以由
{\displaystyle P={\sqrt {A^{*}A}}}
得到，其中 A* 表示矩阵 A 的共轭转置。由于 {\displaystyle A^{*}A} 为半正定的埃尔米特矩阵，它的平方根唯一存在，所以这个式子是有意义的。而矩阵 U 可以通过表达式
{\displaystyle U=AP^{-1}} 得到。
当对矩阵 A 进行奇异值分解得到 A = W Σ V*后，可以因而导出其极分解：
{\displaystyle P=V\Sigma V^{*}\,}
{\displaystyle U=WV^{*}\,}
可以看到导出的矩阵 P 是正定矩阵，而 U 是酉矩阵。
对称地，矩阵 A 也可以被分解为：
{\displaystyle A=P'U\,}
这里的 U 仍然是原来的酉矩阵，而 P′ 则等于：
{\displaystyle P'=UPU^{-1}={\sqrt {AA^{*}}}=W\Sigma W^{*}}
这个分解一般被称为左极分解，而文章开头介绍的分解被称为右极分解。左极分解有时也被称为逆极分解。

矩阵 A 是正规的当且仅当 P′ = P。这时候 UΣ = ΣU，并且 U 可以用与 Σ 交换的酉对称矩阵 S 进行酉对角化，这样就有 S U S* = Φ-1，其中 Φ 是一个表示辐角的酉对角矩阵eiφ。如果设 Q = V S*，那么极分解就可以被改写为：
{\displaystyle A=(Q\Phi Q^{*})(Q\Sigma Q^{*}),\,}
因此矩阵 A 有谱分解：
{\displaystyle A=Q\Lambda Q^{*}\,}
其中的特征值为复数，ΛΛ* = Σ2。
将 A 射到其极分解裡的酉部分 U 是一个从一般线性群 GL(n,C) 射到酉群 U(n) 的映射。这是一个同伦等价，因为所有正定矩阵构成的空间是一个可缩空间。实际上，U(n) 是 GL(n,C) 的极大紧子群。

## 希尔伯特空间上的有界算子
从复希尔伯特空间到复希尔伯特空间的有界线性算子 A 的极分解，是将其正则分解为一个准等距变换和一个半正定算子的乘积。
矩阵的极分解被推广为：如果 A 是一个有界线性算子，那么可以将其唯一地分解为乘积 A = UP，其中 U 是一个准等距变换，而 P 是一个半正定的自伴算子，并且 U 的定义空间覆盖 P 的像集。

## 无界算子
如果 A 是复希尔伯特空间之间的闭稠定无界算子，那么仍然有惟一的极分解
{\displaystyle A=U|A|\,}
这里 {\displaystyle |A|} 是一个（可能无界）非负自伴算子，与 {\displaystyle A} 有相同的定义域，{\displaystyle U} 是一个在值域 {\displaystyle \operatorname {Range} (|A|)} 的正交补上为 0 的部分等距映射。
用上面同样的引理，在无界算子同样一般地成立。如果 Dom(A*A) = 
Dom(B*B) 和 A*Ah = B*Bh 对所有 h ∈ Dom(A*A) 成立，那么存在一个部分等距 U 使得 A = UB。如果 Ran(B)⊥⊂ Ker(U)，则 U 是惟一的。算子 A 是闭稠定的保证了算子 A*A 是自伴的（有同样的定义域），从而我们可以定义(A*A)½。 利用引理便给出了极分解。
如果一个无界算子 A 是对冯·诺依曼代数 M的affiliated operator，且  A = UP是其极分解，那么 U 在 M中从而是 P, 1B(P) 对任何 [0, ∞) 中 Borel 集 B 的谱投影。

## 应用
连续介质力学中使用极分解来将形变分解成拉伸和旋转的部分，其中 P 表示拉伸的部分，U 表示旋转的部分。